# Хвіст комети

Орбіта комети, що показує різні напрямки газових і пилових хвостів при проходженні комети повз Сонце

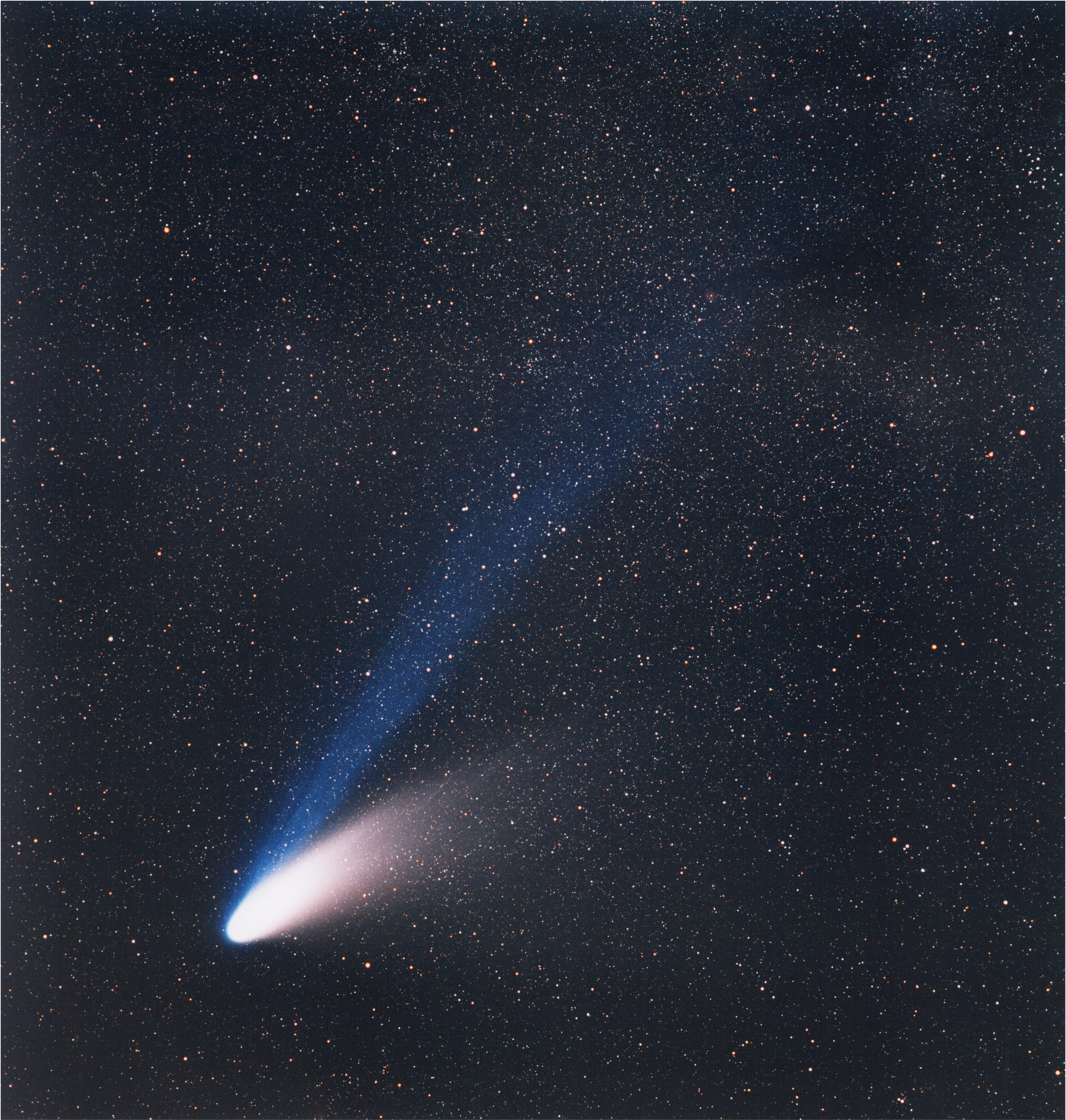
Хвости комети Гейла — Боппа (1997): жовтуватий складається з пилу, а блакитний — з йонізованого газу

Хвіст комети — витягнутий шлейф з кометного пилу або газу. Утворюється при наближенні комети до Сонця і видимий завдяки розсіюванню на ньому сонячного світла. Коли комета наближається до внутрішньої частини Сонячної системи, сонячне випромінювання змушує леткі матеріали всередині комети випаровуватися і витікати з ядра, несучи з собою пил.
Під дією сонячного вітру утворюються два окремі хвости: один складається з пилу, а інший — з газів. Вони стають видимими завдяки різним явищам: пил безпосередньо відбиває сонячне світло, а гази світяться від іонізації. Більшість комет занадто слабкі, щоб їх можна було побачити без допомоги телескопа, але кілька з них кожне десятиліття стають достатньо яскравими, щоб їх можна було побачити неозброєним оком.

## Формування хвоста
У зовнішньому просторі Сонячної системи комети залишаються замороженими, і їх надзвичайно важко або неможливо виявити з Землі через їхній малий розмір. Статистичні виявлення неактивних кометних ядер у поясі Койпера були зафіксовані за допомогою спостережень космічного телескопа "Габбл ", але ці виявлення були піддані сумніву і досі не отримали незалежного підтвердження. Коли комета наближається до внутрішньої частини Сонячної системи, сонячне випромінювання змушує леткі матеріали всередині комети випаровуватися і витікати з ядра, несучи з собою пил. Потоки пилу і газу, що вивільняються таким чином, утворюють навколо комети величезну, надзвичайно розріджену атмосферу, яка називається кома, а сила, що діє на комету під тиском сонячного випромінювання і сонячного вітру, призводить до утворення величезного хвоста, який спрямований у бік від Сонця.
Потоки пилу і газу формують кожен свій власний хвіст, спрямований у дещо різних напрямках. Пиловий хвіст залишається на орбіті комети таким чином, що часто утворює вигнутий хвіст, який називається антихвіст, тільки тоді, коли здається, що він спрямований до Сонця. У той же час, іонний хвіст, що складається з газів, завжди спрямований вздовж потоків сонячного вітру, оскільки на нього сильно впливає магнітне поле плазми сонячного вітру. Іонний хвіст рухається вздовж силових ліній магнітного поля, а не по орбітальній траєкторії. Паралаксне спостереження з Землі може іноді означати, що хвости здаються спрямованими в протилежні сторони.

## Розмір
Хоча тверде ядро комети зазвичай не перевищує 30 км у поперечнику, кома може бути більшою за Сонце, а її іонні хвости можуть сягати 3,8 астрономічних одиниць (570 мільйонів км).
Космічний апарат «Улісс» здійснив несподіваний проліт через хвіст комети C/2006 P1 (комета Макнота) 3 лютого 2007 р. Докази зустрічі були опубліковані у випуску «The Astrophysical Journal» від 1 жовтня 2007 р..

## Магнітосфера
Спостереження антихвостів зробило значний внесок у відкриття сонячного вітру. Іонний хвіст є результатом ультрафіолетового випромінювання, що виштовхує електрони з частинок у комі. Після іонізації частинки утворюють плазму, яка, в свою чергу, індукує магнітосферу навколо комети. Комета та її індуковане магнітне поле утворюють перешкоду для частинок сонячного вітру, що витікають назовні. Комета має надзвукову швидкість по відношенню до сонячного вітру, тому перед кометою (тобто обличчям до Сонця), в напрямку потоку сонячного вітру, формується ударна хвиля. У цьому ударному потоці скупчуються великі концентрації кометних іонів (так званих «іонів-пікаперів»), які «навантажують» плазмою сонячне магнітне поле. Силові лінії «драпіруються» навколо комети, утворюючи іонний хвіст (це схоже на формування планетарних магнітосфер).

## Втрата хвоста
Якщо навантаження на іонний хвіст достатнє, то силові лінії магнітного поля стискаються настільки, що на деякій відстані вздовж іонного хвоста відбувається повторне магнітне перез'єднання. Це призводить до «події від'єднання хвоста». Таке явище спостерігалося неодноразово, зокрема 20 квітня 2007 року, коли іонний хвіст комети Енке був повністю відірваний, коли комета проходила через Корональні викиди маси. Цю подію спостерігав космічний апарат STEREO. Подія від'єднання також спостерігалася 26 травня 2010 року з C/2009 R1 (Макнота).

## Аналоги
Меркурій і Венера мають схожі хвости, спричинені взаємодією сонячного вітру з їхніми атмосферами. 29 січня 2013 року вчені ЄКА повідомили, що іоносфера планети Венера витікає назовні подібно до «іонного хвоста, що витікає з комети за схожих умов». Місія MESSENGER виявила, що основними компонентами хвоста Меркурія є магній і натрій.